# Bacupari
Bacupari, segons el nom brasiler, (Garcinia gardneriana) és un fruit tropical proporcionat per una espècie d'arbre perenne i perennifoli del mateix gènere que el mangostà. La seva distribució és a la conca del riu Amazones d'Amèrica del Sud. El que es menja del fruit són els seus arils. Al Brasil s'investiga sobre les seves propietats contra el càncer.